# Zambrów (gmina 1909–1915)
Zambrów – dawna gmina wiejska istniejąca w latach 1909–1915 z siedzibą władz w Zambrowie.
Gmina zbiorowa o nazwie Zambrów powstała 1 stycznia?/13 stycznia 1867 w związku z reformą administracyjną w Królestwie Polskim. Gmina weszła w skład nowego powiatu łomżyńskiego w guberni łomżyńskiej. 31 maja 1870 do gminy przyłączono pozbawiony praw miejskich Zambrów. W 1909 roku z gminy Zambrów wydzielono sam Zambrów, tworząc w nim oddzielną gminę wiejską, po czym – w celu uniknięcia pomyłki, pozostały obszar dotychczasowej gminy Zambrów przekształcono w gminę Długobórz, mimo zachowania siedziby w Zambrowie.
Pod okupacją niemiecką podczas I wojny światowej okupant przywrócił Zambrowowi prawa miejskie, co równocześnie oznaczało zlikwidowanie wiejskiej, jednoosadowej gminy Zambrów. Stan ten władze polskie zatwierdziły w 1919 roku, utrzymując miasto Zambrów, a zarazem gminę Długobórz.